# Острожанка (притока Уборті)
Острожанка — річка в Білорусі, у Лельчицькому районі Гомельської області. Права притока Уборті (басейн Прип'яті).

## Опис
Довжина річки 12 км., похил річки — 1,7 м/км. Площа басейну 30,9 км².

## Розташування
Бере початок біля Коноплянки. Тече переважно на північний захід через Острожанку і впадає у річку Уборть, праву притоку Прип'яті.